# Vlag van Borculo

Vlag van de gemeente Borculo

De vlag van Borculo is het gemeentelijk dundoek van de voormalige Gelderse gemeente Borculo. De vlag werd op 27 september 1972 per raadsbesluit aangenomen.
De beschrijving luidt:
"Een broeking van blauw en een vlucht van geel, met daarop van het een in het ander twee als een Andrieskruis geplaatste, opwaarts en naar elkaar toegewende bootshaken, in de broeking, de vlucht en de benedenhelft vergezeld van een schijf, eveneens van het een in het ander."
Het ontwerp was van de Stichting voor Banistiek en Heraldiek. Het ontwerp is afgeleid van het gemeentewapenschild.

## Verwante afbeelding

Wapen van Borculo

Ammerzoden 
· Angerlo 
· Batenburg 
· Beesd 
· Bemmel 
· Bergh 
· Bergharen 
· Beusichem 
· Borculo 
· Brakel 
· Didam 
· Dinxperlo 
· Dodewaard 
· Dreumel 
· Echteld 
· Eibergen 
· Elst 
· Ewijk 
· Geldermalsen 
· Gendringen 
· Gendt 
· Gorssel 
· Groenlo 
· Groesbeek 
· Hedel 
· Heerewaarden 
· Hemmen 
· Hengelo 
· Herwen en Aerdt 
· Heteren 
· Heukelum 
· Hoevelaken 
· Horssen 
· Huissen 
· Hummelo en Keppel 
· Hurwenen 
· Kerkwijk 
· Kesteren 
· Laren 
· Lichtenvoorde 
· Lienden 
· Lingewaal 
· Maurik 
· Millingen aan de Rijn 
· Neede 
· Neerijnen 
· Overasselt 
· Rijnwaarden 
· Rossum 
· Ruurlo 
· Steenderen 
· Ubbergen 
· Valburg 
· Vorden 
· Wadenoijen 
· Wamel 
· Warnsveld 
· Wehl 
· Wisch 
· Zelhem 
· Zoelen